# Bhota
Bhota is een nagar panchayat (plaats) in het district Hamirpur van de Indiase staat Himachal Pradesh. 

## Demografie
Volgens de Indiase volkstelling van 2001 wonen er 1.472 mensen in Bhota, waarvan 52% mannelijk en 48% vrouwelijk is. De plaats heeft een alfabetiseringsgraad van 80%. 